# اناوور
اناوور (به انگلیسی: Anavoor) یک منطقهٔ مسکونی در هند است که در کرالا واقع شده‌است.

## خصوصیات
اناوور ۱۴٬۶۱۸ نفر جمعیت دارد.